# Algeria
Republica Algeriană Democratică și Populară (în arabă: الجمهورية الجزائرية الديمقراطيةالشعبية, în franceză: République Algérienne Démocratique et Populaire, în berberă: ⴷⵣⴰⵢⴻⵔ Tagduda tamegdayt taɣerfant tazzayrit) este o țară din nordul Africii ce are ca vecini Marea Mediterană la nord, Tunisia la nord-est, Libia la est, Niger la sud-est, Mali și Mauritania la sud-vest și Maroc la vest precum și câțiva kilometri din teritoriile anexate din Sahara Occidentală. Denumirea Algeria (Arabă al-jazā’ir الجزائر) este derivat de la capitala țării, Alger, care însăși provine de la cuvântul arab care desemnează insulele referindu-se la cele patru insule din apropierea coastei capitale existente până la unirea cu continentul în 1525.

## Etimologie
Numele Algeria este derivat de la numele orașului Alger (în tamazight dzair).

## Istoria
Populația nativă berberă din Algeria a trăit sub ocupație străină mulți din ultimii trei mii de ani. Fenicienii (1000 î.Hr.) și Imperiul Roman (200 î.Hr.) au fost cei mai importanți dintre aceștia până la sosirea arabilor în secolul al VIII-lea. Un fapt mai puțin cunoscut este că dinastia berberă fatimidă originară din Algeria a cucerit Egiptul dar a abandonat curând după Africa de Nord.
Algeria a fost integrată Imperiului Otoman de Khair ad-Din și fratele său Aruj care a făcut din coastele țării o bază pentru corsari; aceștia au intrat în Alger în anii 1600, după ce centrul lor de activitate s-a mutat la Tripoli, în Libia. În timpul Primului și al celui de-al Doilea Război Barbar cu Statele Unite ale Americii acești pirați au atacat vasele din Marea Mediterană. Sub pretextul unei ofense aduse consulului lor, francezii au invadat țara în 1830; oricum, rezistența intensă din partea unor mari personalități precum emirul Abd el-Kader a reușit să împiedice cucerirea rapidă, tehnic finalizată doar în anii 1900 când ultimul tuareg a fost cucerit.
Între timp, francezii au făcut Algeria parte integrantă din Franța, statut care s-a sfâșit doar la căderea celei de-a patra republici. Sute de mii de cuceritori din Franța, Italia, Spania și Malta s-au mutat peste Mediterană pentru a pune bazele fermelor algeriene de pe coastă și au ocupat cele mai bogate părți ale orașelor algeriene, beneficiind de confiscarea ținuturilor comunale realizată de guvernarea franceză. Persoanele cu descendenți europeni (așa numiții pieds-noirs) cât și evreii algerieni nativi au fost cetățeni francezi de la sfârșitul secolului al XIX-lea; în contrast cu aceasta, marea majoritate a musulmanilor algerieni au rămas în afara legilor franceze și nu au posedat nici cetățenia și nici dreptul de a vota; deși au putut cere cetățenia totală începând cu 1865, doar puțini au optat pentru aceasta.
În 1954, Frontul de Eliberare Națională (FLN) a pornit Războiul Algerian de Independență, un război de gherilă; după aproape un deceniu de lupte urbane și rurale, au reușit să-i învingă pe francezi în 1962. Majoritatea din cei 1.025.000 de pieds-noirs, precum și 91.000 harkis (musulmani algerieni pro-Franța care serveau în armata franceză), împreună formând aproape 10% din populație în 1962, au părăsit Algeria pentru a se stabili în Franța, în doar câteva luni, la mijlocul acelui an.
Primul președinte algerian, conducătorul FLN Ahmed Ben Bella, a fost înlocuit de fostul său aliat, ministrul apărării Houari Boumédiènne în 1965. Țara s-a bucurat apoi de 25 de ani de o oarecare stabilitate sub socialismul unipartid al lui Boumédiènne și a succesorilor acestuia.
În 1990, Algeria a avut parte de un violent război civil după ce armata a încercat să nu permită unui partid politic islamist, Frontul Salvării Islamice să preia puterea ca urmare a primelor alegeri multipartide din țară. Mai mult de o sută de mii de persoane au fost ucise, majoritatea în masacre ale civililor provocate de grupuri de gherilă sau de Grupul Islamic Înarmat.
Vezi și:
- Zuav
- Scufundarea flotei franceze de la Mers-el-Kebir
- Operațiunea Torța
- Imperiul colonial francez

## Politica
Șeful statului este președintele republicii care este ales pentru un termen de cinci ani cu posibilitatea de prelungire pentru încă un mandat. Algeria are vot universal. Președintele este șeful Consiliului de Miniștri și al Înaltului Consiliu de Securitate. El numește primul ministru care este, de asemenea, șef al guvernului. Primul ministru numește miniștri din consiliu.
Parlamentul algerian este bicameral, format din camera inferioară, Adunarea Națională a Poporului (APN), cu 280 de membri și camera superioară, Consiliul Națiunii cu 144 de membri. APN-ul se alege odată la cinci ani.

## Diviziuni administrative
Algeria este divizată în 48 de provincii (wilaya), 553 de districte (daïra) și 1541 de comune sau municipalități (baladiyah).
| Provinciile Algeriei | | |                                                      |
| - 1 Adrar - 2 Ain Defla - 3 Ain Temouchent - 4 Alger - 5 Annaba - 6 Batna - 7 Bechar - 8 Bejaia - 9 Biskra - 10 Blida - 11 Bordj Bou Arreridj - 12 Bouira - 13 Boumerdes - 14 Chlef - 15 Constantine - 16 Djelfa | - 17 El Bayadh - 18 El Oued - 19 El Tarf - 20 Ghardaia - 21 Guelma - 22 Illizi - 23 Jijel - 24 Khenchela - 25 Laghouat - 26 Mascara - 27 Medea - 28 Mila - 29 Mostaganem - 30 M’Sila - 31 Naama - 32 Oran | - 33 Ouargla - 34 Oum el-Bouaghi - 35 Relizane - 36 Saida - 37 Setif - 38 Sidi Bel Abbes - 39 Skikda - 40 Souk Ahras - 41 Tamanghasset - 42 Tebessa - 43 Tiaret - 44 Tindouf - 45 Tipaza - 46 Tissemsilt - 47 Tizi Ouzou - 48 Tlemcen | Harta provinciilor din Algeria în ordine alfabetică. |

## Geografie

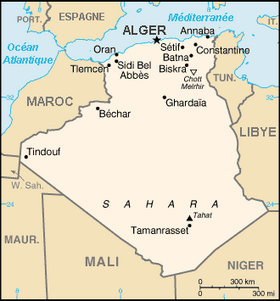
Harta Algeriei cu orașele principale

Cea mai mare parte a zonei de coastă este deluroasă, uneori chiar muntoasă, acolo existând câteva porturi importante. Zona de la sud de coastă, cunoscută ca Tell, este fertilă. Mai spre sud în încep munții Atlas și deșertul Sahara. Alger, Oran și Constantine sunt principalele orașe.

Dune în deșertul algerian

Clima Algeriei este caldă și aridă, deși climatul de coastă este blând, zonele muntoase pot fi sever friguroase în timpul iernii. Algeria este zona de acțiune a vântului sirocco, un vânt aducător de praf și nisip comun în special vara.
Vezi de asemenea: 
- Puncte extreme ale Algeriei
- Lista țărilor după punctul de maximă altitudine

## Economie
Sectorul hidrocarburilor este sufletul economiei, acesta creează 60% din veniturile pentru buget, 30% din produsul intern brut și peste 95% din veniturile din export. Algeria este al doilea mare exportator de petrol din lume; este a 14-a țară din lume după rezervele de petrol.
Algeria vinde, anual, aproximativ 62 miliarde de metri cubi de gaze partenerilor săi tradiționali din Europa de Sud, mai ales Italiei și Spaniei.
Exporturile de gaze reprezintă 40% din veniturile în valută ale țării.
Indicatorii financiar-economici ai Algeriei s-au îmbunătățit la mijlocul anilor 1990, în parte datorită politicii reformatoare a Fondului Monetar Internațional. Finanțele Algeriei în 2000 și 2001 au beneficiat de mărirea prețurilor petrolului și politica fiscală a Guvernului care a dus la mărirea exportului și micșorarea datoriilor externe. Guvernul a continuat eforturile de diversificare a economiei prin atragerea investitorilor atât interni cât și străini în afara sectorului energetic ceea ce a avut efect în scăderea ratei șomajului și îmbunătățirea standardelor de viață. În 2001, s-a semnat un Tratat de Asociere cu Uniunea Europeană care eventual va micșora tarifele și va spori schimbul de mărfuri.

## Demografie

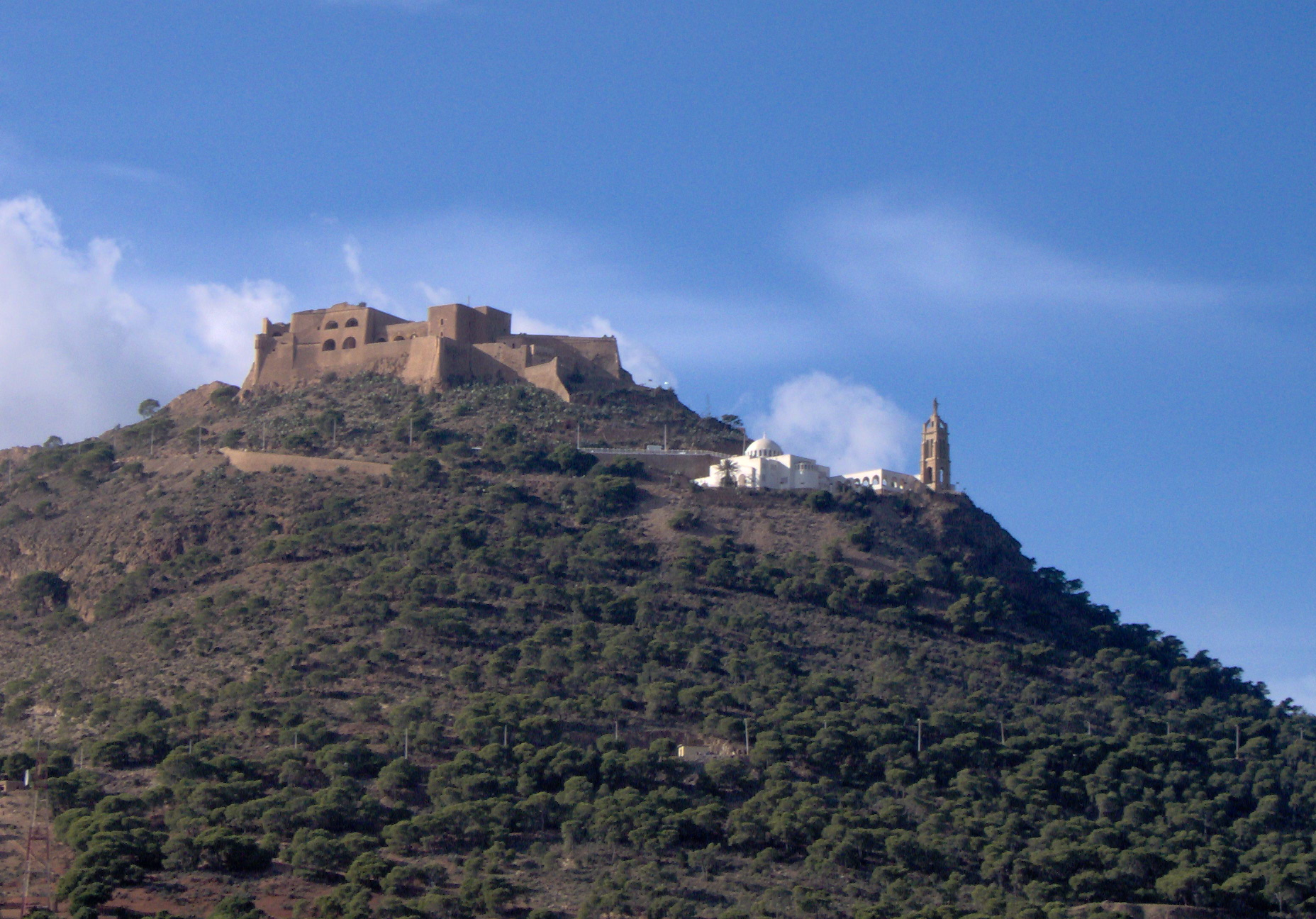
Fortul Santa Cruz din Oran

Aproape 90% dintre algerieni trăiesc în nord, zona de coastă deși sunt aproape un milion și jumătate de persoane care trăiesc în deșertul din sud, majoritatea în oaze. Populația mixtă arabă și berberă este în majoritate islamică(99%); alte religii sunt restricționate la grupuri extrem de mici, majoritatea ale străinilor.

## Limba
Limba oficială este franceza, vorbită de nativi în dialectul ("Darja") de aproximativ 80% din populație; cealaltă parte de 20% vorbește limba berberă, limbă națională oficială. Limba arabă este cunoscută din școală, dar este rar întâlnită ca limbă nativă.

## Cultura
Vezi de asemenea: 
- Muzică algeriană
- Listă de scriitori algerieni

### Patrimoniul mondial UNESCO
Pe lista patrimoniului mondial UNESCO sunt incluse următoarele obiective din Algeria:
- Fortificația montană Beni Hammad (inclusă pe lista UNESCO în 1980)
- Picturile rupestre de la Tassili n’Ajjer (incluse pe lista UNESCO în 1982)
- Valea M'zab (inclusă pe lista UNESCO în 1982)
- Ruinele romane de la Djemila (incluse pe lista UNESCO în 1982)
- Ruinele vechiul oraș Tipasa (incluse pe lista UNESCO în 1982)
- Ruinele romane de la Timgad (incluse pe lista UNESCO în 1982)
- Orașul vechi (Casbah) din Alger (inclus pe lista UNESCO în 1992)

## Alte subiecte
- Comunicații în Algeria
- Forțele armate ale Algeriei
- Relații internaționale ale Algeriei
- Arheologia Algeriei
- Listă de orașe în Algeria
- Listă de state suverane
- Echipa națională de fotbal a Algeriei